# Jiro Hiratsuka
Jiro Hiratsuka (Saitama, 2 december 1979) is een voormalig Japans voetballer.

## Carrière
Jiro Hiratsuka speelde tussen 1998 en 2000 voor Shonan Bellmare.